# Ernest Barnes
Pour les articles homonymes, voir Barnes.
Ernest William Barnes (1er avril 1874 - 29 novembre 1953) est un mathématicien et scientifique britannique qui devient plus tard théologien libéral et évêque .
Il fait ses études à la King Edward's School de Birmingham et au Trinity College de Cambridge. Il est Maître du Temple de 1915 à 1919. Il est nommé évêque de Birmingham en 1924, le seul évêque nommé pendant le premier mandat de Ramsay MacDonald. Ses vues modernistes, en particulier l'objection à la réserve, conduisent à un conflit avec les anglo-catholiques dans son diocèse . Une biographie par son fils, Sir John Barnes, Ahead of His Age: Bishop Barnes of Birmingham, est publiée en 1979.

## Naissance et éducation
Barnes est l'aîné des quatre fils de John Starkie Barnes et de Jane Elizabeth Kerry, tous deux directeurs d'école primaire. En 1883, le père de Barnes est nommé inspecteur des écoles à Birmingham, poste qu'il occupe tout au long de sa vie professionnelle. Barnes fait ses études à la King Edward's School de Birmingham et, en 1893, il va à Cambridge en tant que boursier du Trinity College. Il est mis Second Wrangler en 1896 et est placé dans la première division de la première classe dans la partie II des Mathematical Tripos en 1897. L'année suivante, il reçoit le premier prix Smith et est élu à une bourse Trinity. Pendant son temps en tant que Fellow, il siège au comité du Cambridge University Liberal Club de 1899 à 1901 . Il est nommé maître de conférences en mathématiques en 1902, doyen junior en 1906-1908 et tuteur en 1908. Il est diplômé ScD de l'Université de Cambridge en 1907 et est élu membre de la Royal Society en 1909 . Dans les années qui suivent, Barnes est désigné pour être le tuteur de Srinivasa Ramanujan et est d'accord avec l'évaluation de Godfrey Harold Hardy sur son génie.

## Ministère
La même année, il devient maître de conférences en mathématiques, Barnes est nommé diacre par l'évêque de Londres et de 1906 à 1908 est doyen junior de Trinity. En 1915, Barnes quitte Cambridge et sa carrière de mathématicien professionnel après sa nomination comme maître du temple à Londres. En 1918 il obtient un canonicat de l'abbaye de Westminster et enfin, en 1924, arrive à l'évêché de Birmingham, poste qu'il occupe jusqu'en avril 1953, date à laquelle il doit prendre sa retraite en raison de problèmes de santé. Il est décédé à son domicile de Sussex à l'âge de 79 ans. Une plaque commémorative en bronze pour sa mémoire, en tant que troisième évêque de Birmingham, est érigée dans l'allée sud de la cathédrale de Birmingham, près de l'endroit où ses cendres, ainsi que celles de sa femme, sont placées sous le trottoir marqué par une dalle avec les initiales "EWB ".

## Controverses
Barnes est peut-être l'évêque libéral le plus connu de son temps, identifié avec le mouvement moderniste ou Broad church. Son épiscopat est marqué par de continuelles controverses .
Son livre La montée du christianisme (1947) attaque de nombreuses doctrines chrétiennes, notamment la naissance virginale et la résurrection corporelle du Christ . Cela conduit à des appels pour qu'il démissionne de son poste d'évêque. Ce que Barnes refuse de faire. Plus tôt, il a écrit Une telle foi devrait-elle offenser ? (1927) et Théorie scientifique et religion (1933), et il contribue à 18 autres livres. Son attaque contre François d'Assise comme "probablement vermineuse" lui attire une réprimande en vers de G. K. Chesterton.

## Pacifisme et eugénisme
Il est un pacifiste intransigeant et se prononce contre la participation britannique à la Seconde Guerre mondiale. Il exprime également des opinions eugéniques . Bien qu'il ait été membre de la Eugenic Society de 1924 jusqu'à sa mort en 1953, ce n'est qu'après la Seconde Guerre mondiale qu'il plaide ouvertement en faveur de la stérilisation volontaire comme moyen de surmonter la prévalence apparente de la «déficience mentale» dans la société. Plusieurs de ces conférences sur le thème de l'eugénisme font l'objet d'une importante couverture médiatique dans The Times et The Manchester Guardian, déclenchant un débat public fervent au cours duquel inévitablement – si ce n'est pas tout à fait justifiable – des parallèles sont établis entre les arguments de Barnes et l'idéologie nazie. Dans ses dernières années, Barnes est donc un pacifiste, un chef religieux et un militant pour la cause perçue en déclin de l'eugénisme .

## Vie privée
En 1916, Barnes épouse Adélaïde Caroline Theresa Ward, fille de Sir Adolphus William Ward . Ensemble, ils ont deux fils : John est un diplomate, qui est ambassadeur en Israël et aux Pays-Bas ; et William, un fonctionnaire et philanthrope .